# ATF Dingo
Pour les articles homonymes, voir Dingo.
L'ATF Dingo est un véhicule militaire blindé produit par Krauss-Maffei Wegmann et basé sur un châssis Unimog. Il est conçu pour résister aux mines terrestres, aux tirs de fusils, aux fragments d'artillerie et à la menace nucléaire des armes de destruction massive. ATF sont les initiales de Allschutz-Transport-Fahrzeug, ce qui en allemand veut dire « véhicule de transport entièrement protégé ». « Dingo » vient du chien sauvage du même nom.
Le premier prototype du Dingo 1 a été achevé en 1995 et le premier Dingo 1 de production est entré en service en 2000.
L'ATF Dingo 2 est une version améliorée du Dingo, entrée en service fin 2004 après avoir subi des essais de novembre 2003 à mai 2004. Il est construit sur un châssis Unimog U5000, offre une meilleure protection et une plus grande charge utile. Il en existe trois versions. Une version courte, une version longue, et la version GFF, offrant un plus grand volume interne.
Successeur du Dingo 1, le Dingo 3, présenté en 2024, bénéficie de fonctionnalités améliorées et offre un spectre d'utilisation élargi, étant proposé en version 4X4 et 6X6.

## Armement
L'armement standard du Dingo est une tourelle de mitrailleuse de calibre 7,62 mm. Elle peut être remplacée par une mitrailleuse 12,7 mm ou par un lance-grenades automatique HK GMG.
- FLW 100 (de)
- FLW 200 (de)

avec: 
- MG3 - 7,62 × 51
- MG4 5,56 × 45 mm NATO
- GMW 40 × 53
- 12,7 × 99-mm Browning M2

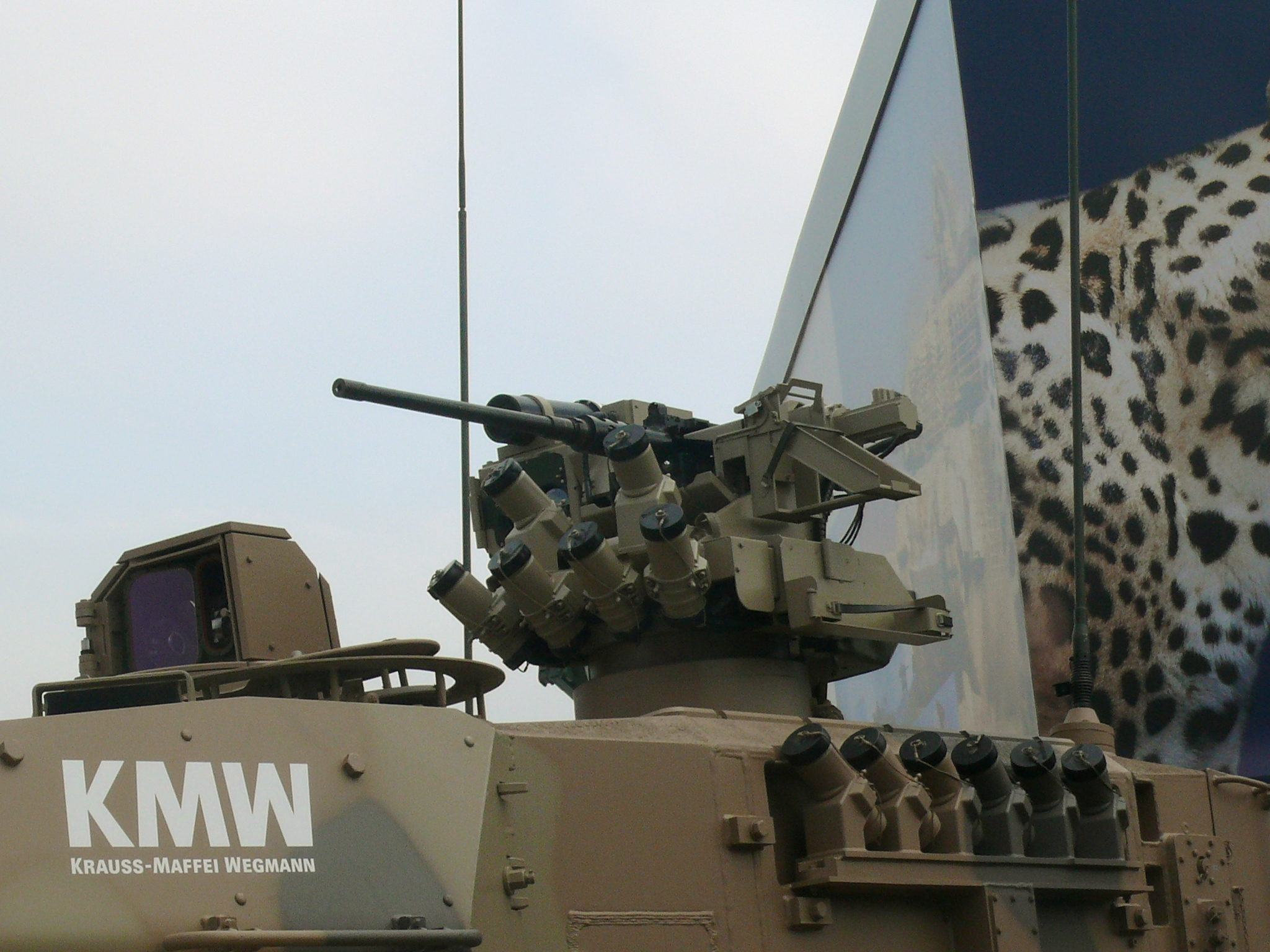
FLW 200 - Browning M2 sur le Leopard 2A7+
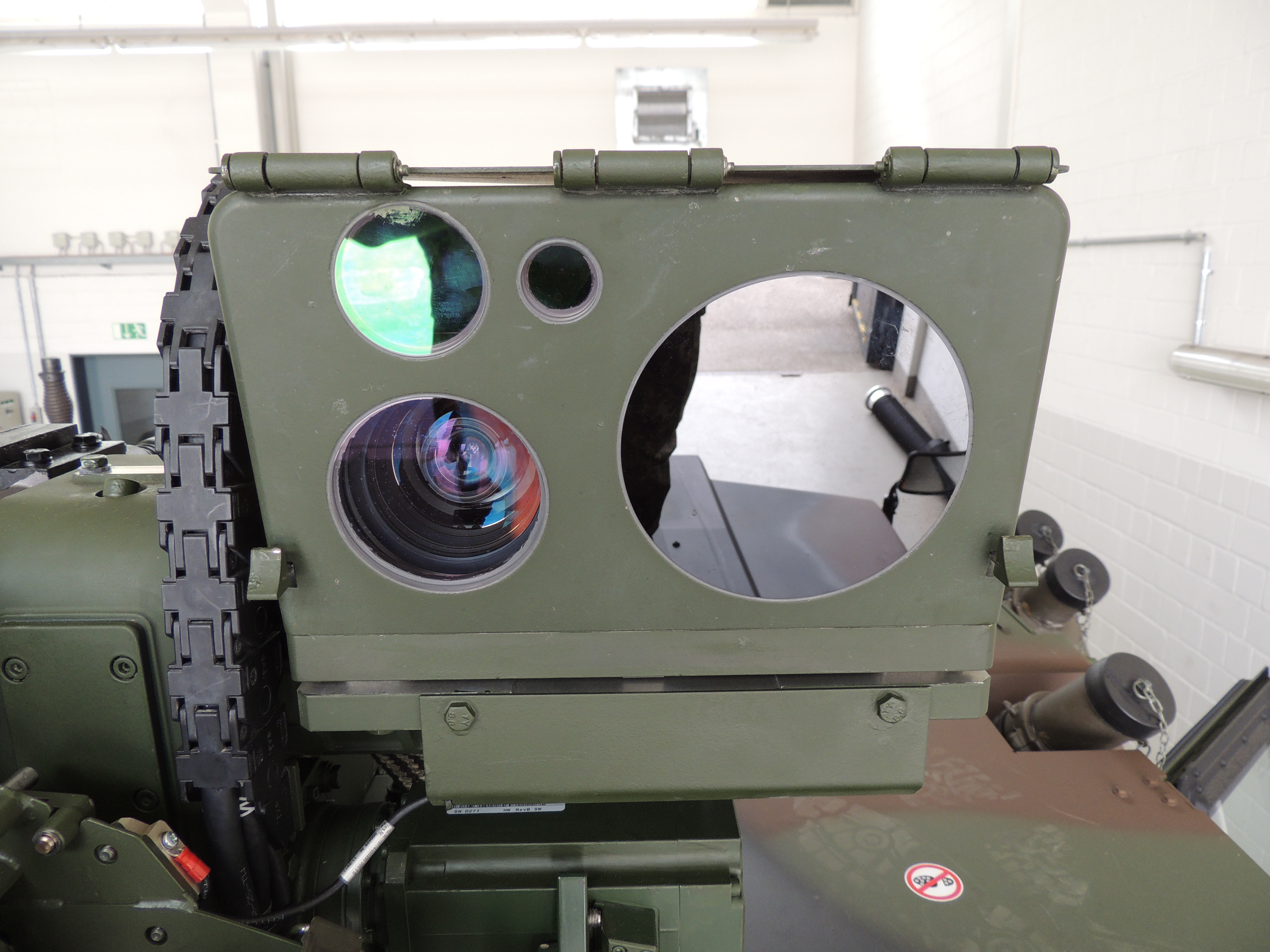
Tête de capteur LAZ 200 d'une station d'armes FLW 100
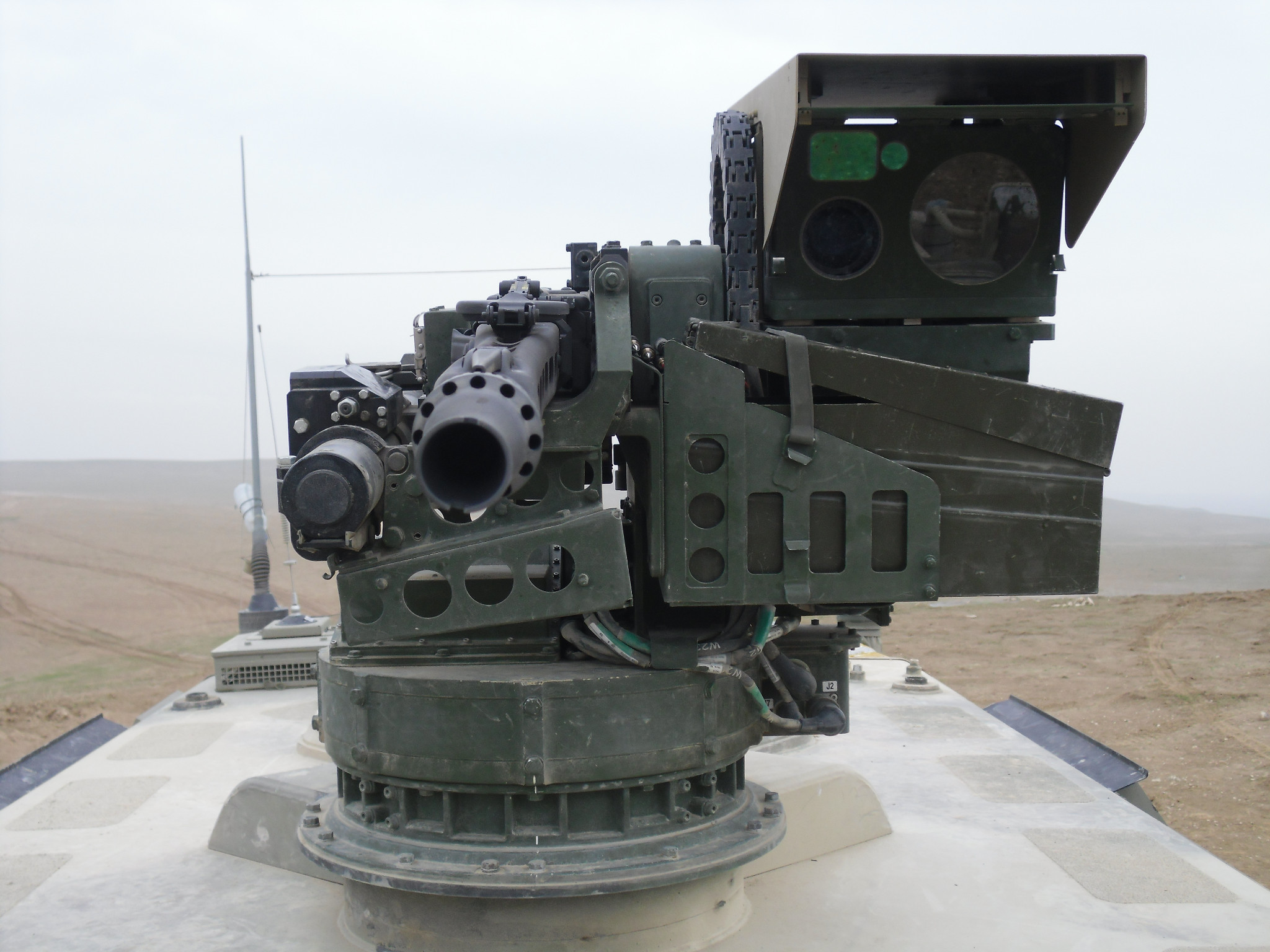
FLW 100 avec MG3
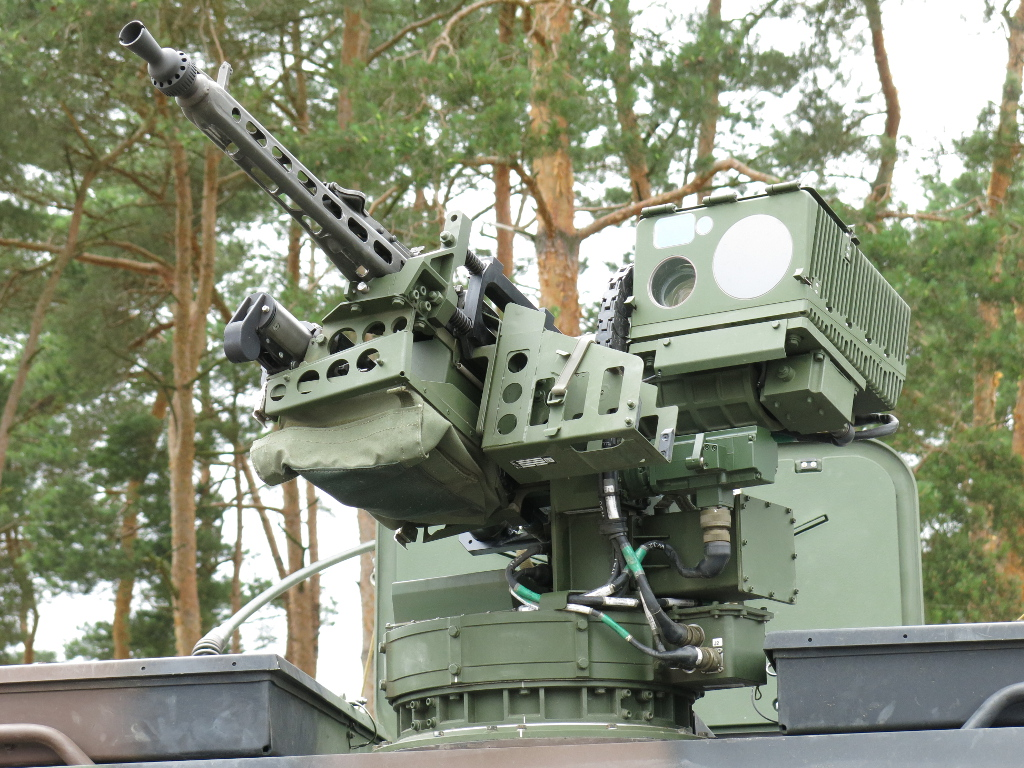
FLW 100 avec MG3

## Prix
Le prix d'achat du Dingo 2 en 2006 serait de 600 000 €, des équipements supplémentaires augmentent le prix jusqu'à 1 million d'euros.

## Opérateurs
| Opérateurs                                              | variantes                                        | commandé | livré                                      |
| ------------------------------------------------------- | ------------------------------------------------ | -------- | ------------------------------------------ |
| Allemagne – Bundeswehr                                  | Dingo 1                                          | 147      | 147                                        |
|                                                         | Dingo 2 A1/A2/A2.3                               | 287      | 287                                        |
|                                                         | Dingo 2 BÜR (radar de surveillance du sol)       | 78       | 2                                          |
|                                                         | Dingo 2 A3 Réparation du système                 | 25       | 25                                         |
|                                                         | Dingo 2 A3.2 Transport de passagers              | 41       | 41                                         |
|                                                         | Dingo 2 C1 GSI Réparation des dommages de combat | 44       | 44                                         |
|                                                         | Dingo 2 A3.3 Transport de passagers              | 118      | 39 (novembre 2011) + 79 (à partir de 2012) |
| Allemagne – Police fédérale (Département PSA BPOL (en)) | Dingo 2 Polizei                                  | 2        | 2                                          |
| Belgique – Armée belge                                  | Dingo 2 MPPV Fus (Patrouille)                    | 158      | 158                                        |
|                                                         | Dingo 2 MPPV PC (Poste de commandement mobile)   | 52       | 52                                         |
|                                                         | Dingo 2 MPPV ambulance                           | 10       | 10                                         |
|                                                         | Dingo 2 (nouvelles variantes)                    | 0        | 0                                          |
| Kurdistan irakien                                       | Dingo 1 ATF                                      | 20       | 20 (à partir de septembre 2014),           |
| Luxembourg – Armée luxembourgeoise                      | Dingo 2 PRV Véhicule de reconnaissance           | 48       | 48                                         |
| Autriche – Bundesheer                                   | Dingo 2 PatSI                                    | 66       | 66,                                        |
|                                                         | Dingo 2 MatE                                     | 12       | 12 (2020)                                  |
|                                                         | Dingo 2 AC Véhicule de détection                 | 12       | 12                                         |
|                                                         | Dingo 2 AC ambulance                             | 9        | 9                                          |
| Tchéquie – Forces armées tchèques                       | Dingo 2 A2                                       | 21       | 21                                         |
| Norvège – Forces armées norvégiennes                    | Dingo 2 A3                                       | 20       | 20                                         |
| Arabie saoudite – Forces armées saoudiennes             | Dingo 2 AC Véhicule de détection                 | 30       | 0                                          |
| Ukraine                                                 | Dingo 2, version exacte inconnue                 |          | 50                                         |
| Total                                                   |                                                  |          | 1.094                                      |

## Galerie

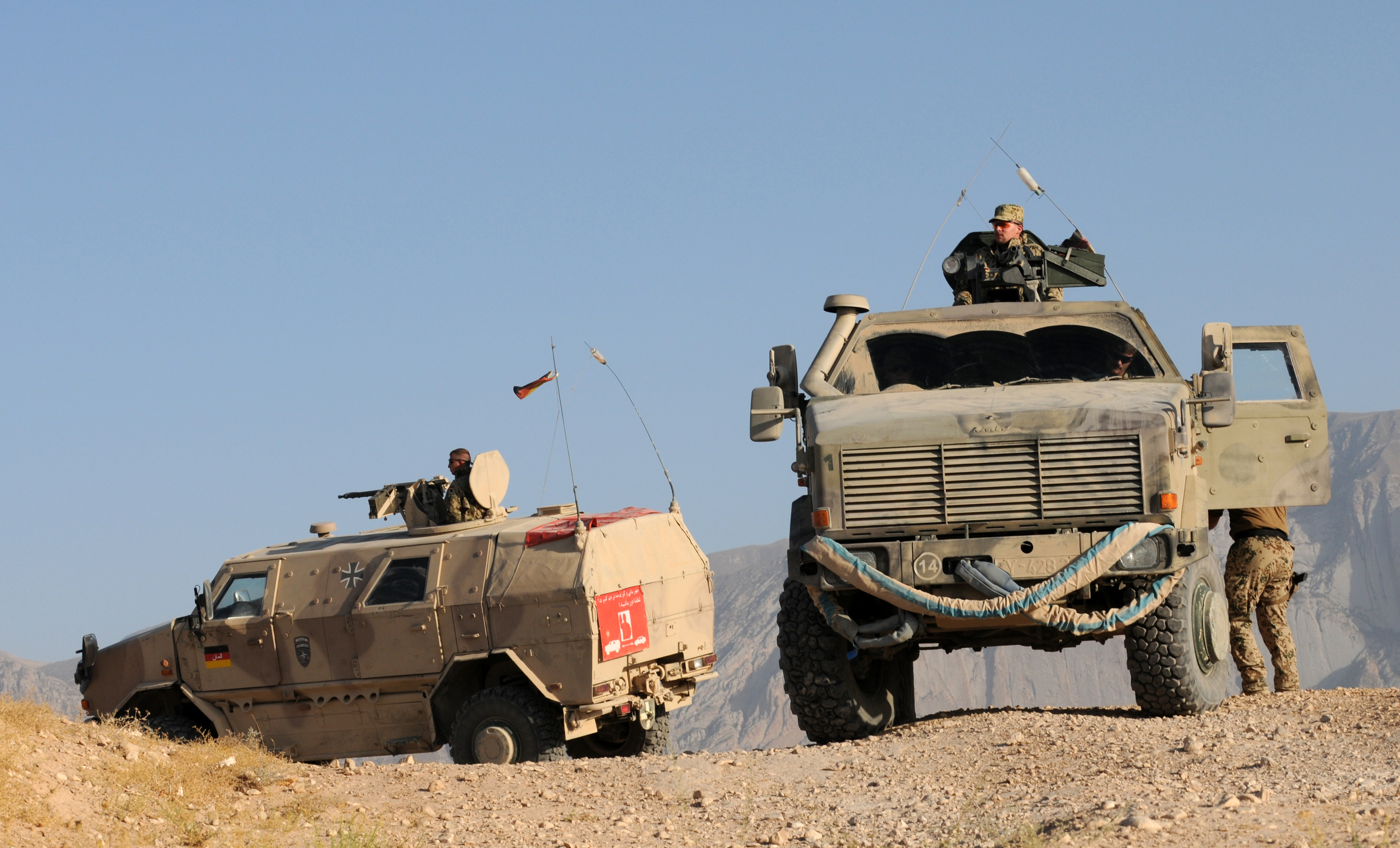
Dingo 2A2 - ISAF-Mission 2009 - Dingo 2A2 im ISAF-Einsatz 2009
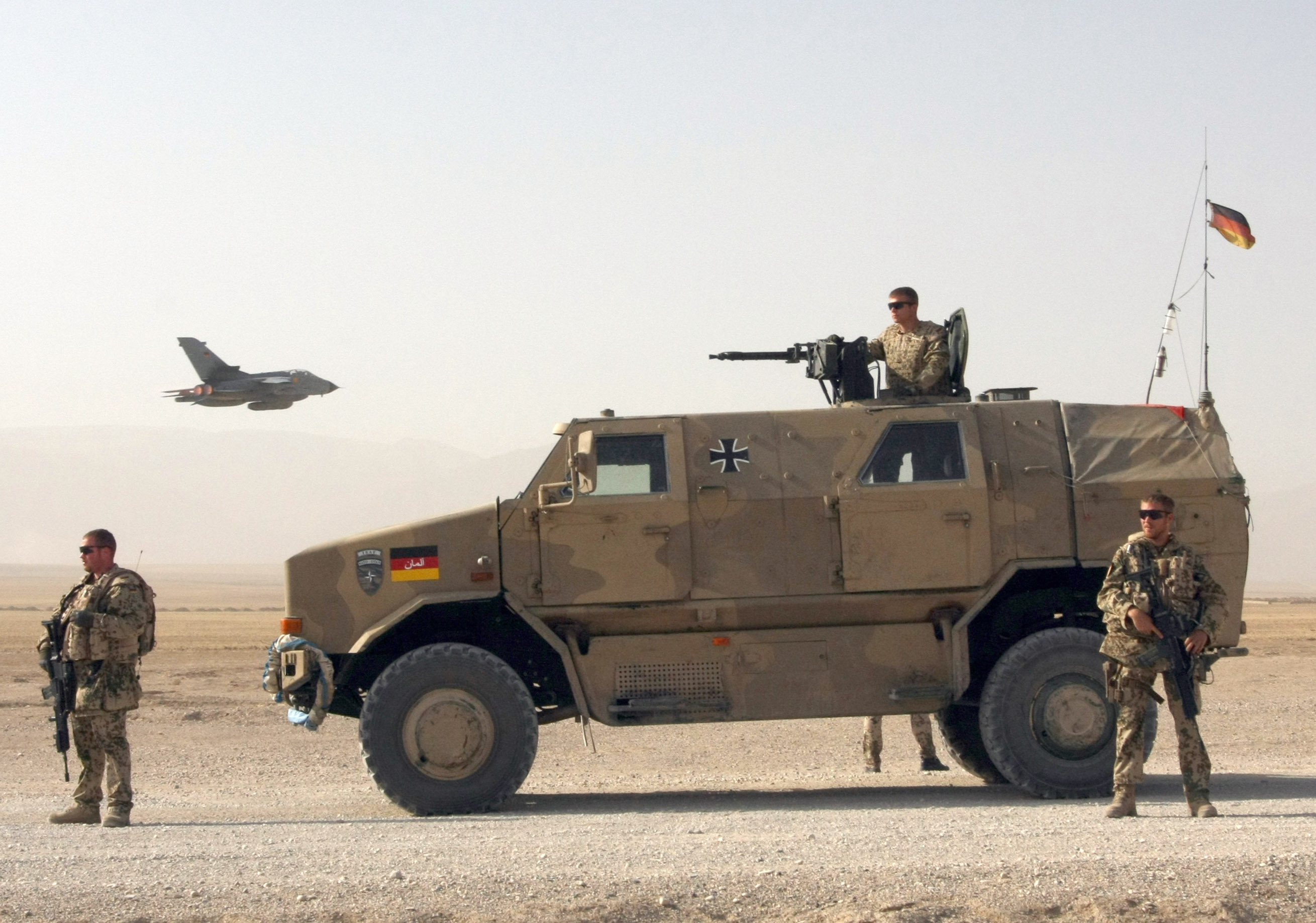
Bundeswehr Dingo - Mazar-e-Sharif
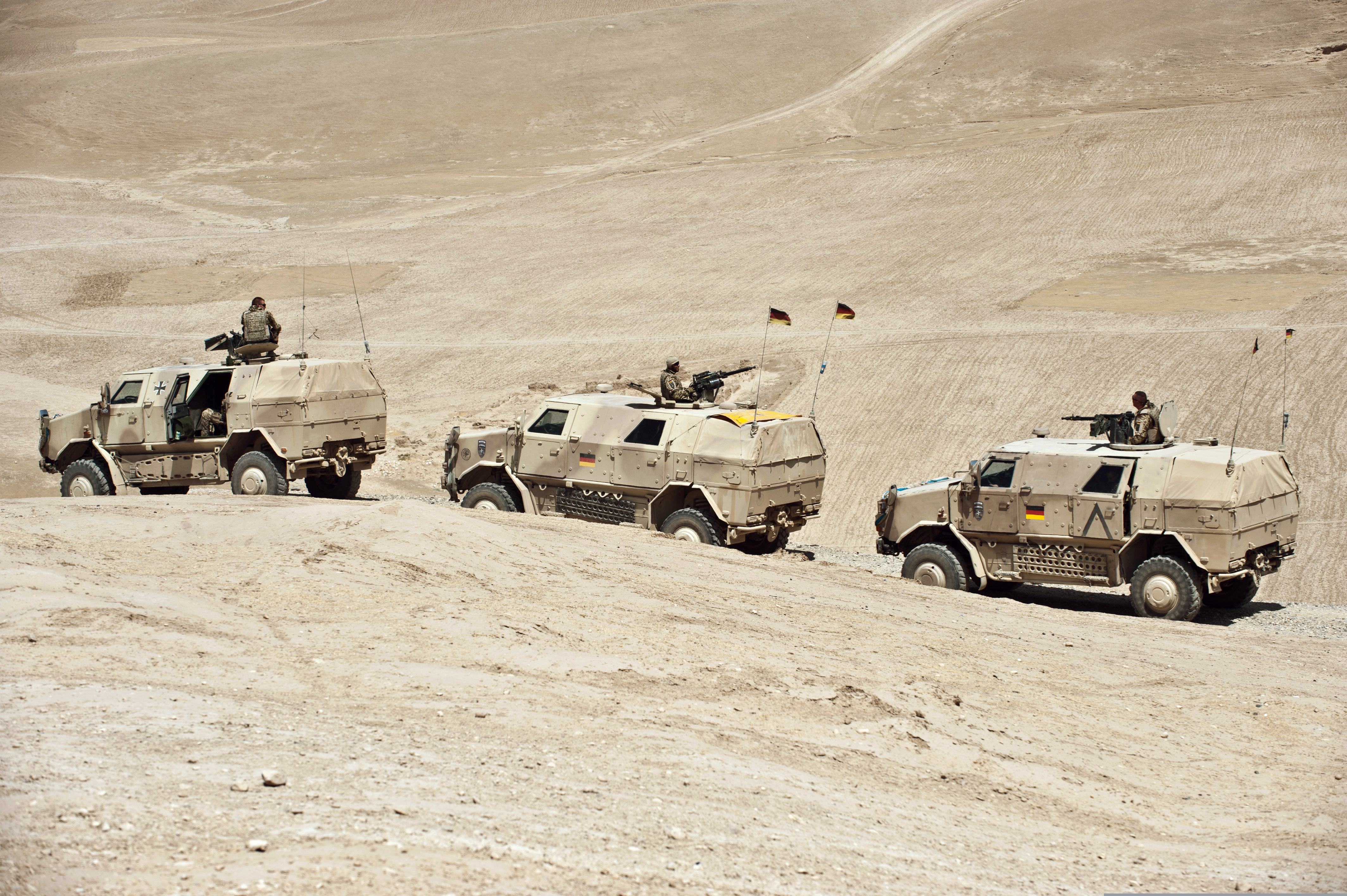
Bundeswehr Dingo - Mazar-e-Sharif
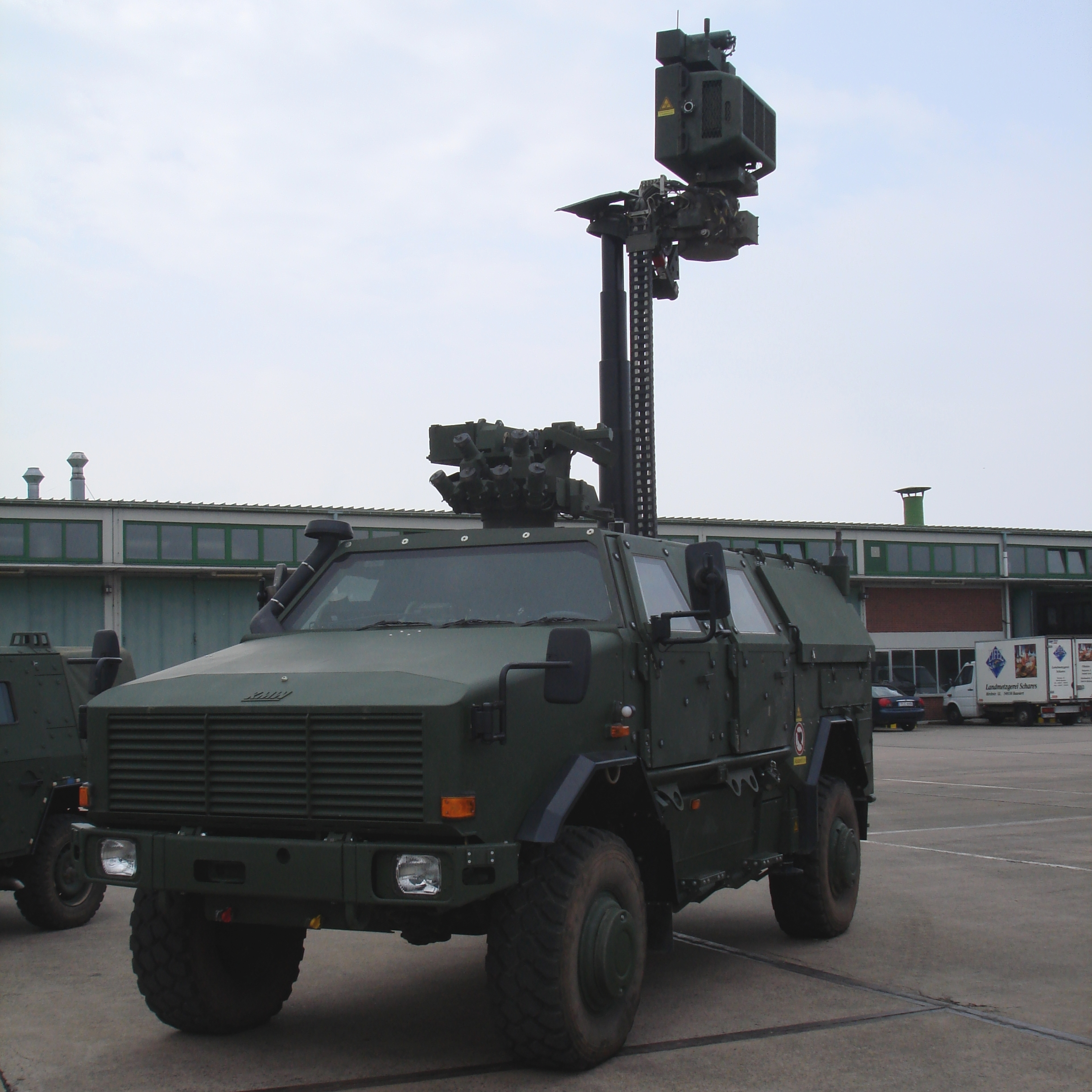
ATF Dingo 2 BÜR avec mât d'observation d'artillerie
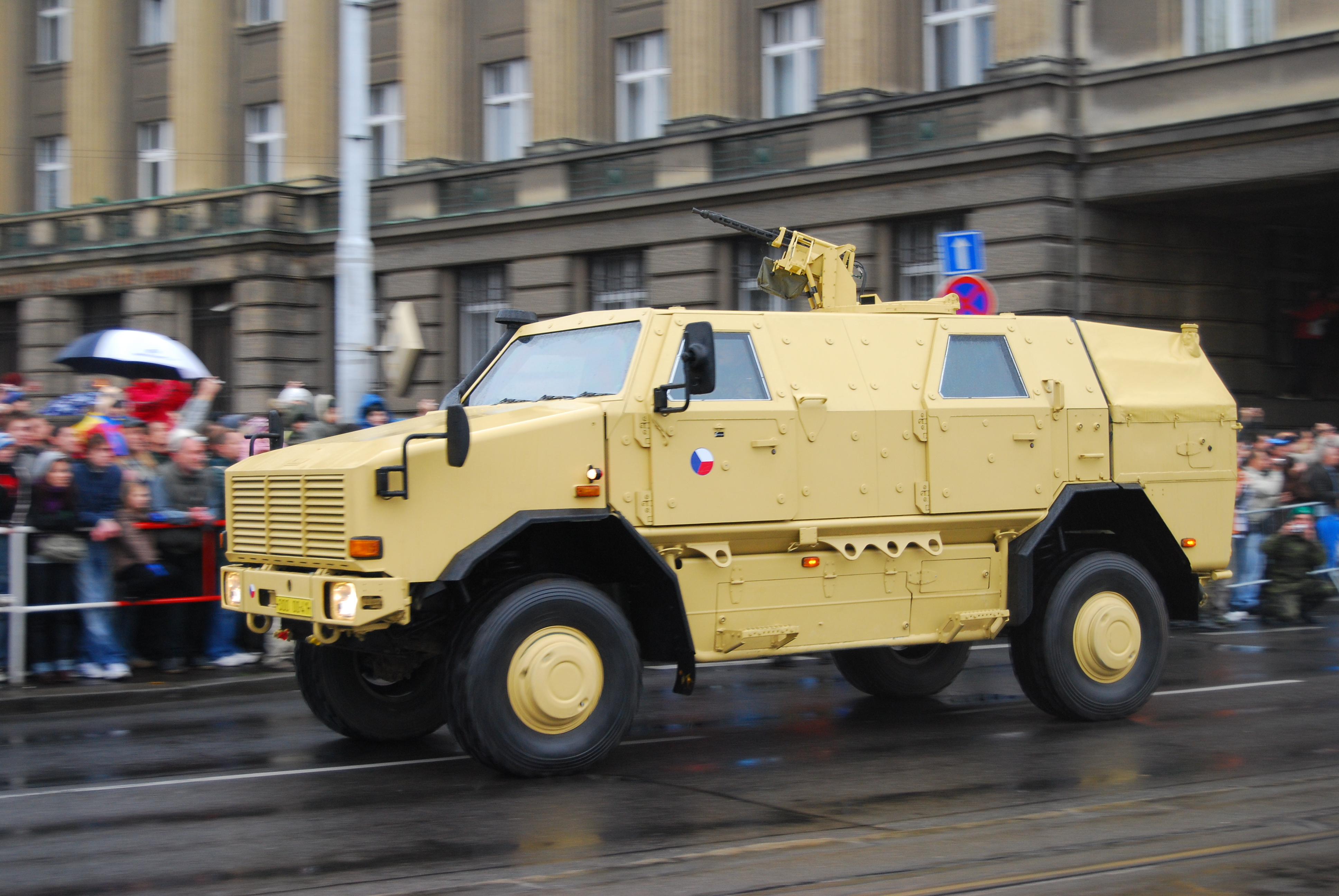
ATF Dingo 2 CZ
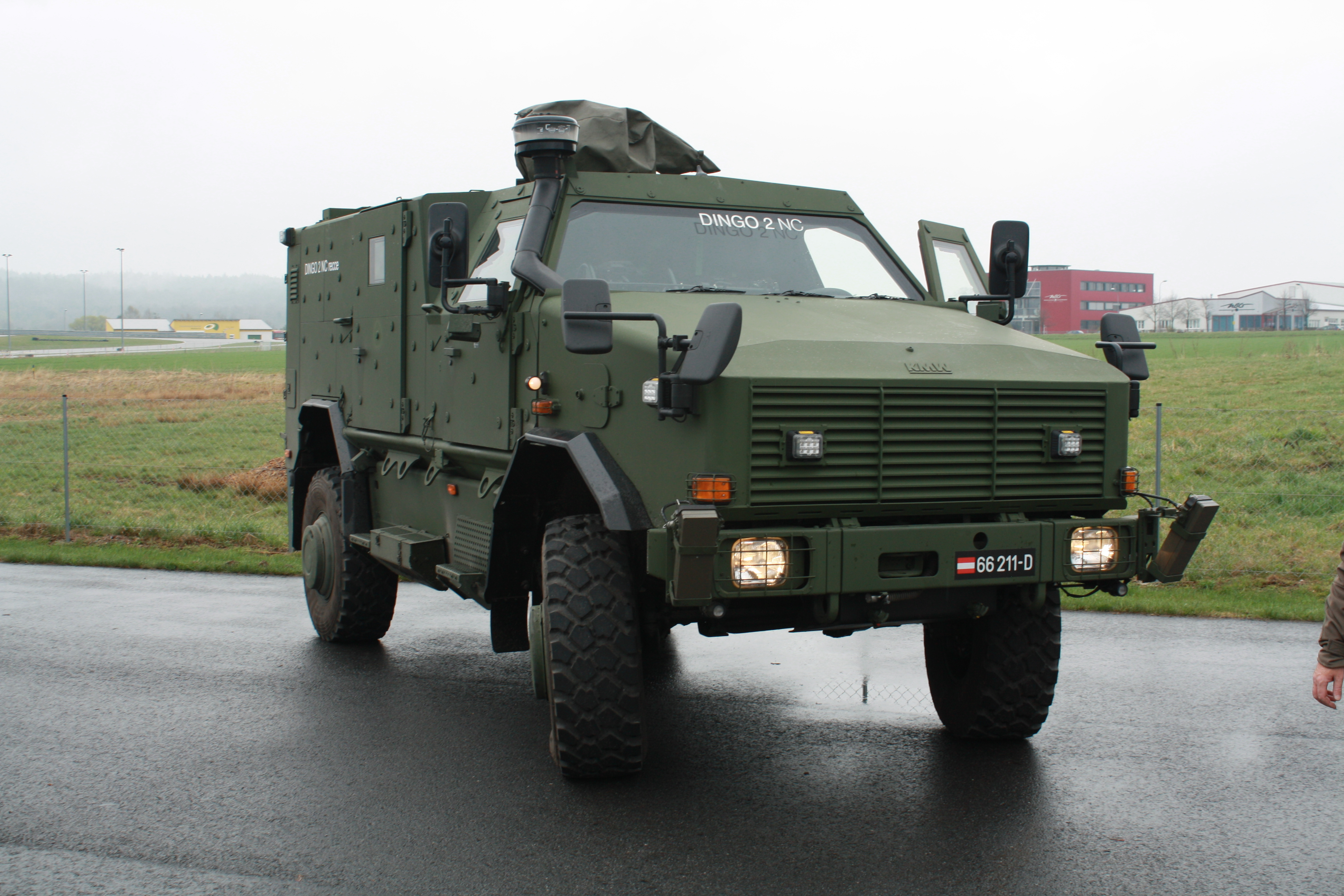
ATF DIngo
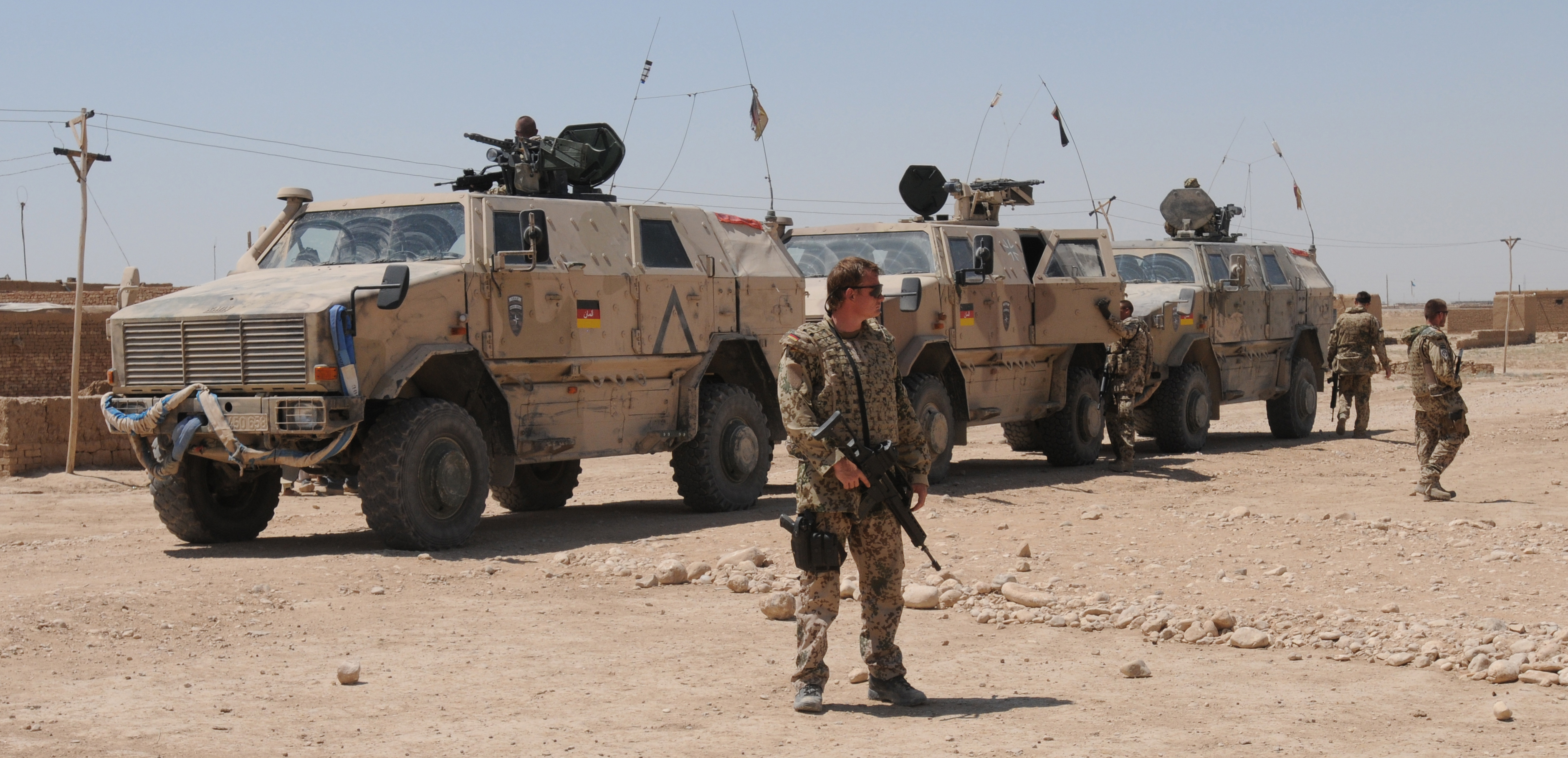
ATF Dingo (Afghanistan)
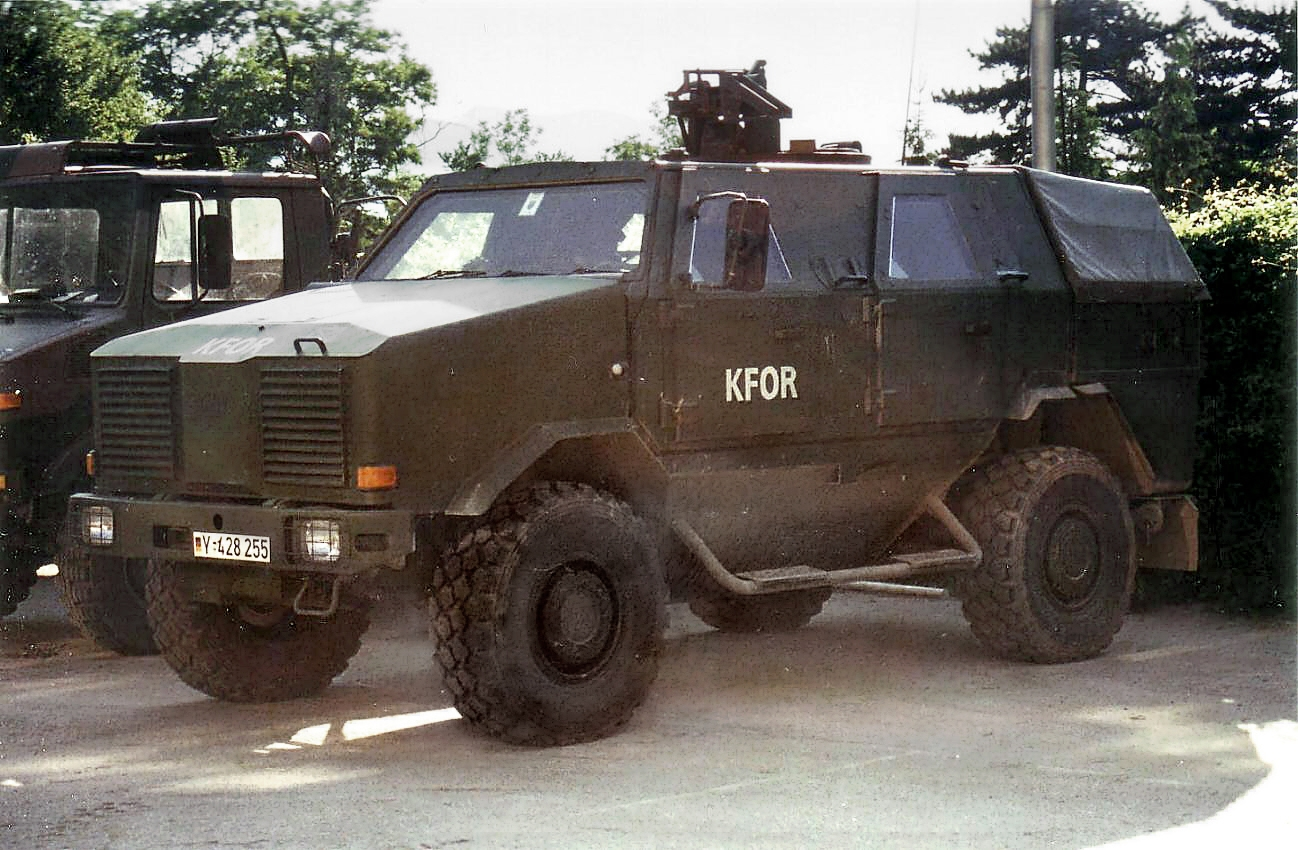
ATF Dingo 1 de l'armée allemande au Kosovo
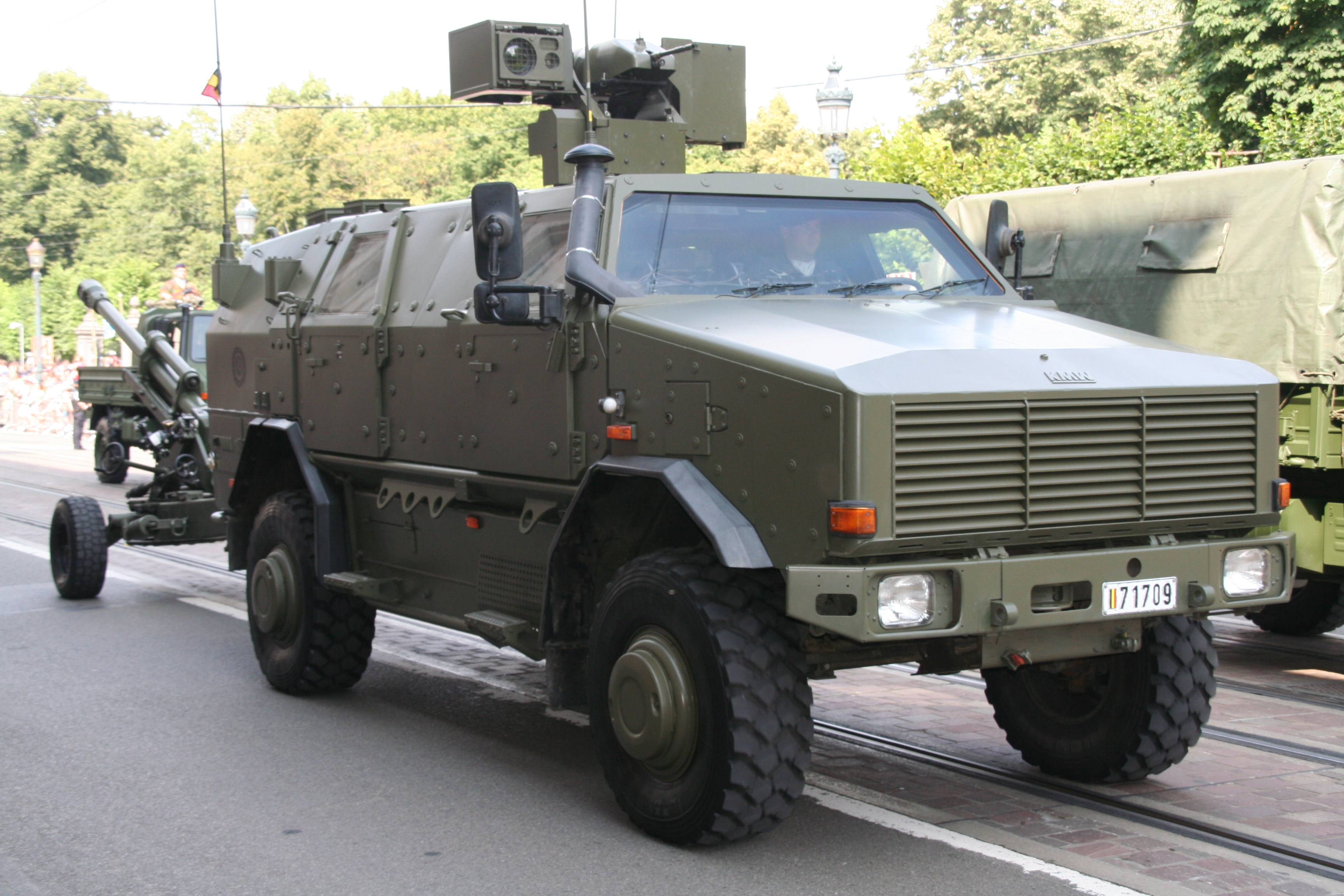
Un Dingo 2 de la Composante terre de l’armée belge avec une tourelle téléopérée tractant un obusier LG1 Mark II de calibre 105 mm le 21 juillet 2016.